# Selo Kostolac
Selo Kostolac (en serbe cyrillique : Село Костолац) est une localité de Serbie située dans la municipalité de Kostolac et sur le territoire de la ville de Požarevac, district de Braničevo. Au recensement de 2011, elle comptait 1 188 habitants.
Selo Kostolac est officiellement classé parmi les villages de Serbie.

## Démographie

### Évolution historique de la population
| 1948  | 1953  | 1961  | 1971 | 1981  | 1991  | 2002  | 2011  |
| ----- | ----- | ----- | ---- | ----- | ----- | ----- | ----- |
| 1 583 | 1 637 | 1 852 | 802  | 1 223 | 1 049 | 1 313 | 1 188 |

|  |